# Imre Kiss
Imre Kiss (10 agosto 1957) è un ex calciatore ungherese, di ruolo portiere.